# 李端 (天順進士)
李端（？—？）。湖廣興寧縣人，明朝官員。天順丁丑同進士出身。累官河南按察使。

## 生平
李端於天順元年（1457年）中式三甲進士，天順四年（1460年）官順天府固安縣知縣。為政剛明果斷，有循良之譽。歷官霸州知州、永平府滦州知州，升杭州府知府，官至河南按察使。

## 家族
子李邦宪，成化十年（1474年）解元，有《五行日补》、《奚囊杂咏》、《服义》等论著。
孙李廷柬，字文达，嘉靖十九年（1540年）举人，归隐纂修县志。

## 佚事
《菽園雜記·卷四》载李端任杭州知府期間，女婿失蹤復還的奇事，此事由當時府推官蔣誼所述。